# Lodja (båt)

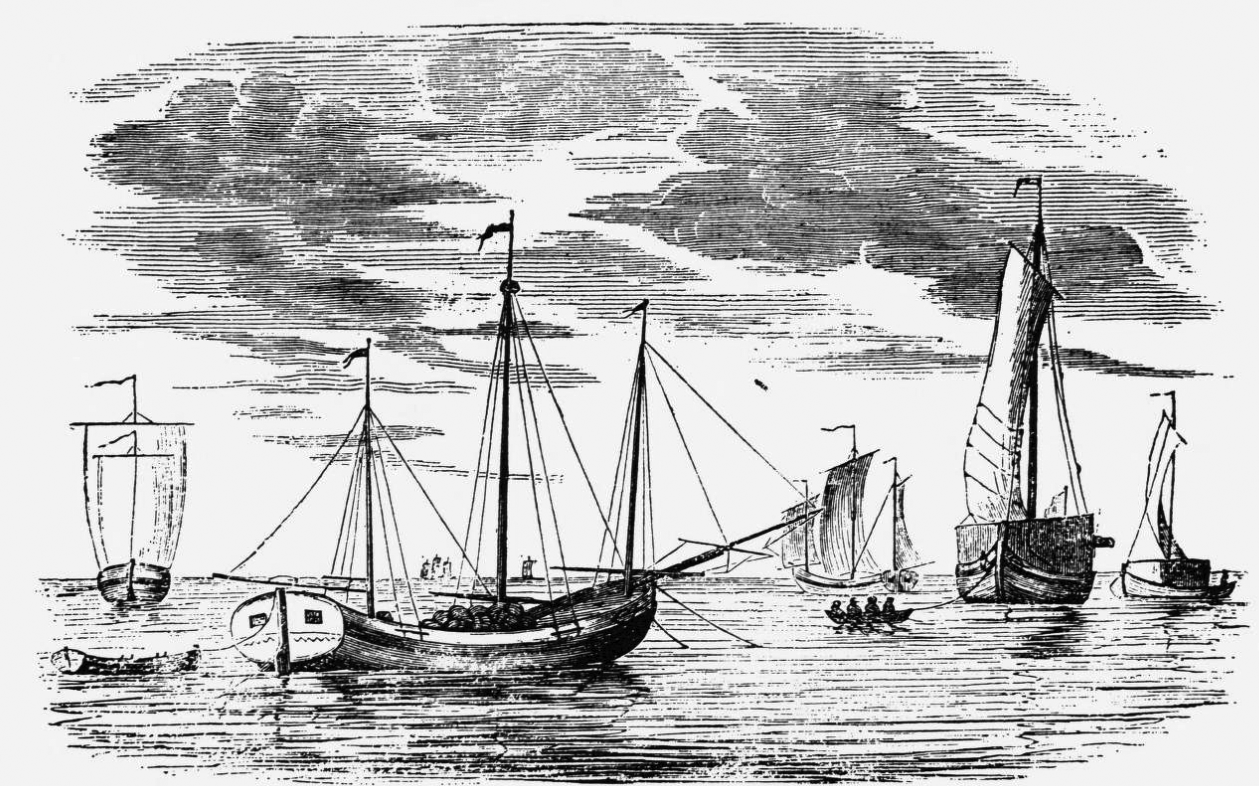

Lodja (ryska:ladja är ett litet och grundgående roddfartyg, utan artilleri och med 50
mans besättning. Peter den Store lät under vintern 1701 och 1702 bygga lodjor som användes under krigsoperationerna i Livland, Estland och Ingermanland på sjöarna Ladoga och Peipus. 
Lodjor kallas även de ryska fiskköparfartygen i Finnmarken.